# La medaglia
La medaglia è un film italiano del 1997 diretto da Sergio Rossi.

## Trama
Torino, 1953. Anna vorrebbe meritare a scuola la medaglia come migliore alunna e vorrebbe prendere la prima comunione. Sua madre Lidia, impegnata politicamente nell'estrema sinistra, si innamora di un ingegnere e lascia la militanza.

## Costi e incassi
Il film si rivelò un colossale flop al botteghino: a fronte di un finanziamento statale di 2 miliardi e 160 milioni di Lire, pari a circa 1 milione e 115 mila €, incassò appena 4.000€, corrispondenti a 771 spettatori paganti.

## Riconoscimenti
- Nastri d'argento 1998 - Candidatura come migliore attrice protagonista per Antonella Ponziani